# Jérémie Bélingard
Pour les articles homonymes, voir Bélingard.
Scènes principales
Opéra national de Paris
Jérémie Bélingard, né le 19 août 1975 à Paris, est un danseur français. Il est ancienne étoile du ballet de l'Opéra national de Paris.

## Biographie

### Au sein du ballet de l'opéra de Paris
Jérémie Belingard entre à l'École de danse de l'Opéra de Paris en 1987 où il fait l’intégralité de son cursus et finit par être engagé en 1993, à dix-huit ans, dans le corps de Ballet de l'Opéra national de Paris. Il est nommé coryphée l’année suivante, puis sujet en 1999 et enfin premier danseur en 2001, sur des variations tirées de La Bayadère et de L'Arlésienne. La consécration vient en 2007 lorsqu’il est nommé étoile à l'issue de la représentation de Don Quichotte dans lequel il interprétait le rôle de Basilio, aux côtés de Laetitia Pujol.
Après trente ans au sein de l'institution, Jérémie Belingard fait ses adieux à la scène le 13 mai 2017 en tant que danseur étoile lors de la dernière représentation de la soirée Merce Cunningham/John Forsythe avec Walkaround Time, Trio et Herman Schmerman, ainsi qu'un solo improvisé conçu avec les artistes visuels Adrien M et Claire B, intitulé Scary Beauty,.

### Activités hors de l'Opéra de Paris
En 2011, Jérémie Bélingard chorégraphie dans le cadre du festival Suresnes Cités Danse Bye Bye Vénus, avec des danseurs hip-hop, Lara Laquiz Carvalho, Virgile Dagneaux, Guillaume Dechambenoit, Johanna Faye et Fredd Goma.
Outre son travail de danseur, Jérémie Bélingard forme depuis 2004 avec son cousin Morgan Saunier le groupe « Granny Goes to Heaven ». Ils se sont produits sur le plateau de l’émission Taratata.
Il figure également dans de nombreuses publicités pour des marques tels que Hermès, Sony, Jean-Paul Gautier ou Givenchy.
En 2016, il crée Parade for the End of the World en collaboration avec l'artiste Justine Emard ainsi que le musicien Keiichiro Shibuya, présenté à la Maison de la culture du Japon à Paris en 2016 et au festival Yokohama Dance Collection au Japon en 2018.
Il tourne avec Marion Cotillard dans la publicité pour le parfum No 5 de Chanel diffusée à partir de la fin de 2020.

## Style
Belingard est un danseur à la morphologie atypique pour le style classique car plutôt petit et athlétique. Il se glisse par contre avec facilité dans les œuvres contemporaines données à l’Opéra de Paris comme Anatomie de la sensation de Wayne McGregor, Darkness Is Hiding Black Horses de Saburo Teshigawara ou Le Jeune Homme et la Mort de Roland Petit.

## Principaux rôles
- L'Oiseau bleu
- La Belle au bois dormant de Rudolf Noureev
- Roméo et Juliette : Mercutio
- La Bayadère de Rudolf Noureev : l'idole dorée - Solor
- Don Quichotte de Rudolf Noureev : Basilio
- Pas./parts de William Forsythe
- Le Rire de la lyre de José Montalvo
- Clavigo de Roland Petit : Carlos
- Paquita de Pierre Lacotte : Lucien d'Hervilly
- Bella figura de Jiří Kylián
- Ein Sommernachtstraum de John Neumeier : Puck
- Le Fils prodigue de George Balanchine
- Wuthering Heights de Kader Belarbi : Heathcliff
- Jewels de George Balanchine : Rubis
- L'Arlésienne de Roland Petit : Frédéric
- Le Jeune Homme et la Mort de Roland Petit : le jeune homme
- Air de Saburo Teshigawara
- Phrases de quatuor de Maurice Béjart
- Caligula de Nicolas Le Riche : Caligula
- Cendrillon de Rudolf Noureev : l'acteur vedette
- Apollon de George Balanchine
- L'Histoire de Manon de Kenneth MacMillan : Lescaut
- La Dame aux camélias de John Neumeier
- L'Après-midi d'un faune de Vaslav Nijinski
- Boléro, création pour l'Opéra de Paris de Sidi Larbi Cherkaoui et Damien Jalet
- Genus de Wayne McGregor
- L'Anatomie de la sensation de Wayne McGregor
- Le Rendez-vous de Roland Petit : le jeune homme
- In the Night de Jerome Robbins

## Filmographie
- 1997 : Soir de Fête
- 2001 : Le Fils prodigue
- 2003 : Air
- 2005 : L'Arlésienne
- 2005 : Le Lac des Cygnes
- Casse-Noisette
- 2016 : En moi de Laetitia Casta[11] : l'amant
- 2016 : Polina, danser sa vie réalisé par Valérie Müller et Angelin Preljocaj.

## Distinctions

### Prix
- 1994 : Médaille de bronze (junior) au Concours international de ballet de Varna.
- 1998 : Prix du Cercle Carpeaux

### Décorations
Commandeur de l'ordre des Arts et des Lettres en 2017 (chevalier en 2010),.